# Карташов, Николай Иванович
Николай Иванович Карташов (5 октября 1867 года, Новочеркасск — 24 апреля 1943 года, Томск) — русский советский учёный, крупнейший специалист в области паровозостроения. Лауреат Сталинской премии. Профессор. Заслуженный деятель науки и техники РСФСР. С 8 июня 1911 г. по 27 июня 1916 г. являлся директором (ректором) Томского технологического института.

## Биография
Родился 5 октября 1867 г. в Новочеркасске в семье казачьего офицера-артиллериста.
Окончил механическое отделение Харьковского технологического института (1891), по окончании работал на Новочеркасской железной дороге.
С 1893 года — начальник участка тяги строящейся Сибирской железнодорожной магистрали, затем заведовал оборудованием главных мастерских Уссурийской железнодорожной ветви.
В 1899 году уволился со службы и уехал в заграничную командировку, два года изучал паровозное дело. С 1902 года преподавал в Томском технологическом институте. Магистр (1903), диссертация «Опытное исследование паровозов» — первая в мире работа по теории этой специальности. Профессор по кафедре теоретической механики и машиностроения (1903).
В 1906—1909 годах — декан механического отделения, с 1911 по 1916 — директор Томского технологического института.
Скончался после тяжелой продолжительной болезни, похоронен на Южном кладбище.

## Семья
- Жена — Изабелла Викентьевна (урождённая Баранович) (30.10.1875—1944)[3].
  - Сын — Иван Николаевич Карташов[4] (08.08.1900 г., Новочеркасск — 26.02.1977) — инженер-механик, профессор[5].
  - Сын — Константин Николаевич Карташов[6] (21.05.1902 — 29.01.1979) — советский ученый, заслуженный деятель науки и техники, академик Архитектурно-строительной Академии СССР, лауреат Государственной премии СССР.[5]
  - Дочь — Надежда Николаевна (в замужестве Ферри; 1907—1998), первый муж — генетик Л. В. Ферри (1906—1944), от него дочь Татьяна (р. 1935) — ученый-биотехнолог, второй муж — Валентин Спиридонович Нуварьев (1895—1952) — учёный-геодезист, математик[3].

## Награды
- Орден «Officier d’académie[7]» (Франция) за труды по подготовке экспозиции России на Всемирной выставке в Париже в 1900 г.
- Заслуженный деятель науки и техники РСФСР (1929)
- Орден Ленина (1936)
- Почётный железнодорожник (1937)
- Орден «Знак Почета» (1939)
- Сталинская премия II степени (1941) — за научные работы по паровозостроению: «Курс паровозов», «Курс проектирования паровозов», опубликованные в 1935—1940 годах

## Публикации
- 1902 г. — «Опытные исследования паровозов» (Харьков).
- 1904 г. — «Конструкции паровозов. Детали паровозов» (Томск).
- 1914 г. — «Паровозные парораспределительные механизмы. Золотники и кулисы» (С-Петербург).
- 1925 г. — «Угли Черемховского каменноугольного бассейна и их испытание в 1924 г.» (Иркутск).
- 1935 г. — «Лекция в высшей технической школе и организация умственного труда» (Томск).
- 1936 г. — «Тяжеловесные поезда».
- 1937 г. — «История развития конструкции паровоза». ОНТИ
- 1941 г. — «Курс паровозов» Ч — I—II. (Москва).

(всего более 130 работ)

## Память
В 1944 году решением Томского горисполкома ул. Садовая в г. Томске была переименована в ул. Карташова.
Имя «Николай Карташов» носила плавучая база подводных лодок проекта 310, построенная в 1962 году.